# Germán Burgos
Pour les articles homonymes, voir Burgos (homonymie).
Germán Adrián Ramón Burgos, né le 16 avril 1969 à Mar del Plata (Argentine), est un footballeur puis entraîneur argentin.

## Biographie
Évoluant au poste de gardien de but, Germán Burgos est facilement reconnaissable sur la pelouse, à cause de sa casquette rouge et de ses longs cheveux bruns, qui le font ressembler à un rockeur. Il fait partie d'un groupe de rock dont le nom, The Garb, est basé sur les initiales de ses noms et prénoms. Un cancer du rein détecté en 2003 met prématurément un terme à sa carrière de joueur professionnel.
Il a été l'adjoint de Diego Simeone, l'entraîneur de l'Atlético Madrid. Lors de la finale de Ligue Europa 2018 remporté contre l'Olympique de Marseille, il se voit confier l'équipe sur le banc de touche à la suite de la suspension de l'entraineur principal, Diego Simeone.
En 2022 il était l’entraîneur de l’Aris Salonique succédant à Akis Mantzios